# Geoff Crompton
Jeffrey  Crompton (a veces mencionado como Geoff Crompton o Geff Crompton, Burlington, Carolina del Norte, 4 de julio de 1955 - Tallahassee, Florida, 7 de enero de 2002) fue un jugador de baloncesto estadounidense. Con 2.11 de estatura, su puesto natural en la cancha era el de pívot.